# Arturo Martínez (actor)
Arturo Martínez (San Luis Potosí, 23 de enero de 1918-Ciudad de México, 26 de agosto de 1992) fue un actor mexicano. 

## Biografía y carrera
Arturo Martínez nace el 23 de enero de 1918 en San Luis Potosí. De muy pequeño se traslada a la Ciudad de México en busca de fortuna, ahí para ganarse la vida trabaja de cargador en el popular Mercado de la Merced y de mozo en un boliche. Sus ratos libres los ocupaba en bailar, algo que le gustaba mucho hacer, y lo hacía tan bien que en una ocasión dejó sorprendido a Leopoldo Beristain, quien tenía una compañía artística y lo contrató como bailarín de la misma. Empezó a hacer giras con ella por toda la República Mexicana, y es en Panamá donde el entonces muy popular actor Pedro Armendáriz lo ve y lo contrata para una serie de giras por Centroamérica, recomendándolo posteriormente para su debut en cine en una película que Armendáriz estelarizaría, al lado de la bellísima checa Miroslava: Juan Charrasqueado (1947). En ella Arturo tiene una actuación tan convincente que logra una nominación al Ariel por mejor coactuación, ganándole el premio Víctor Parra, otro de los grandes villanos de la época.
Después del éxito de su primera incursión cinematográfica, le dieron papeles en grandes producciones como Si Adelita se fuera con otro (1948) con Jorge Negrete y Gloria Marin, Soy charro de levita (1949), en donde hacía sufrir al genial Germán Valdés “Tin Tan” en una de sus mejores cintas, Quinto patio (1950) que regresaba a Emilio Tuero parte de su popularidad perdida, Rosauro Castro (1950) de Roberto Gavaldón y en la que trabajaba con otro de los odiados villanos: Carlos López Moctezuma,  Un rincón cerca del cielo (1952), intenso drama protagonizado por  Pedro Infante y Marga López, Sandra, la mujer de fuego (1954) del director Juan Orol, con quien trabajó en varios filmes, Caballero a la medida (1954) con Cantinflas, El 7 leguas (1955) con Luis Aguilar y Yolanda Varela, La escondida (1956) con María Félix. A fines de los 50 participaría en varias cintas de ciencia ficción y acción mexicana que quizá influyeron en el tipo de cine que forjaría como director, de estas participaciones se rescatan las que hizo en Ladrón de cadáveres (1957) de Fernando Méndez protagonizada por Columba Domínguez, Crox Alvarado y Wolf Ruvinskis y La trilogía de La momia Azteca (1957), protagonizadas por Ramón Gay y Rosita Arenas. A partir de los años 60 continuó su trabajo con pequeños papeles debido a que su carrera como director le absorbía la mayor parte del tiempo, y siguió activo hasta finales de la década de los 80.
Si bien como director la crítica no fue tan buena con él, sí alcanzó a realizar varios éxitos de taquilla. Inicia su labor en 1960 en la cinta El hijo del charro negro, que hizo protagonizar a Rodolfo de Anda, hijo de quien había interpretado con gran éxito al "charro negro", el productor y director Raúl de Anda. De su filmografía, en donde muchas veces también colaboraba con el guion,  destacan  México de noche (1968), en donde daba un papel principal a su amigo y quien lo había dirigido numerosas veces, Juan Orol -a manera de homenaje ya que evocaba las cintas de Orol de los 40 y en ésta también actuaban Rosa Carmina y Lilia Prado-, Leyendas macabras de la colonia (1974)  y Las momias de San Ángel (1975), las dos con Mil Máscaras y Lorena Velázquez, y sus más grandes éxitos como director, Contrabando (1977) y su continuación Mataron a Camelia la texana (1978) protagonizadas por Ana Luisa Peluffo y Valentín Trujillo.

## Muerte
Hacia septiembre de 1992, a consecuencia de unas afecciones pulmonares lo internan en el hospital Los Ángeles de Ciudad de México, lugar donde muere el día 26 víctima de un infarto, sus restos fueron incinerados y depositados en una cripta familiar, al lado de su hijo Víctor Manuel (actor y director) quien muriera dos años antes. Le sobrevivieron su esposa Aurora Sánchez y sus hijos Arturo (también actor y director),  Miguel Ángel (que utiliza el nombre de Miguel Marte y quien es actor, director, fotógrafo, músico, editor y productor de cine y de series de televisión),  Ricardo (productor de cine), Eduardo (productor de cine) y María Aurora (guionista, directora y productora).

## Reconocimientos

### Premios Ariel
| Año  | Categoría             | Película           | Resultado |
| ---- | --------------------- | ------------------ | --------- |
| 1949 | Coactuación masculina | Juan Charrasqueado | Nominado  |
| 1956 | Coactuación masculina | El siete leguas    | Nominado  |